# 센바즈루 (소설)

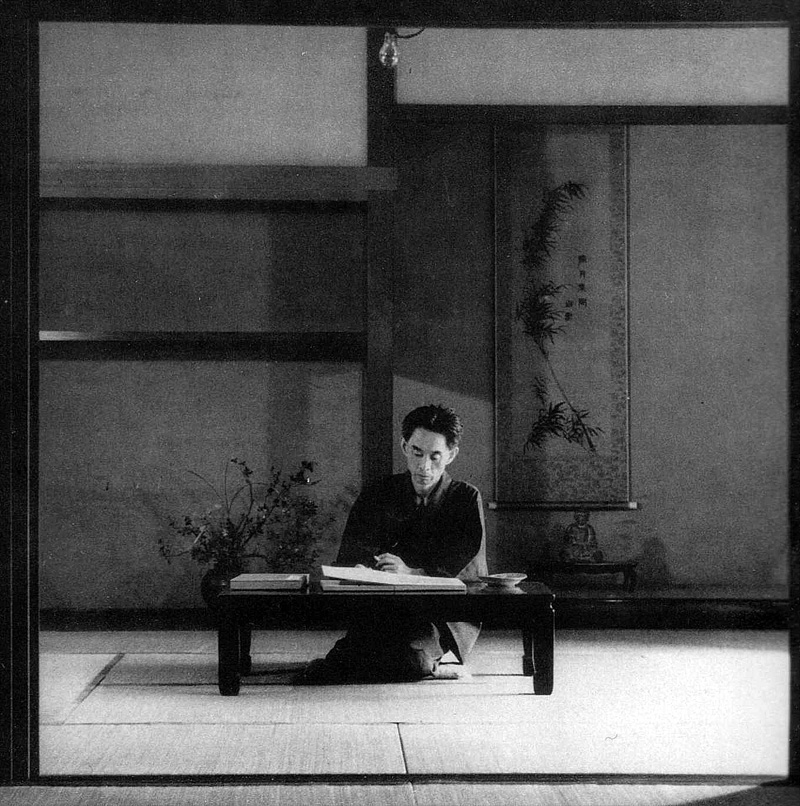

《센바즈루》(千羽鶴, せんばづる)는 가와바타 야스나리가 1949년부터 1951년까지 몇 개의 잡지에 나누어서 6회에 걸쳐서 집필한 소설이다.

## 개요
시노야키의 찻잔의 감촉과 환상에서 탄생한 초현실적인 미적 세계가 펼쳐진다. 여주인공은 오타부인이지만 시노(질그릇의 일종)가 주인공인 것처럼 환상적으로 그려져 있으며 요기(妖気)마저 느껴지는 비도덕적인 세계를 그리면서 인간의 애욕(愛欲)과 시노의 명기(名器), 죽음의 세계등이 폭주하고 아름다움의 절대적인 경계를 남김없이 보여주며 가와바타의 독자의 내면새계를 짐작할 수 있는 명작이다.
특히 시노의 흰 찻잔에 죽은 미망인의 립스틱 자국이 남겨진 것을 기쿠치가 보고 이런저런 생각으로 둘러싸게 하는 관능적인 묘사로 가와바타다운 것이 새겨져있다.
속편은 《하마치도리》(波千鳥, はまちどり)라고 한다.

## 등장인물
- 미타니 기쿠치 - 소설의 주인공이며 부모님이 두 분 다 사망한 미혼 남성.
- 구리모토 치카코 - 예전에 기쿠지의 아버지 애인 이었으며 기쿠지 일에 사사건건 간섭 중인 사람.
- 이나무라 유키코 - 구리모토가 기쿠치에게 중매한 여성.
- 오타 부인 - 차(茶)를 즐기는 여성이며 기쿠치의 아버지와 말년을 함께 지낸 애인이며 그의 아버지를 기억하는 뜻으로 기쿠지에게 호감을 갖고 있는 여성.
- 오타 후미코 - 오타 부인의 딸

## 줄거리
가마쿠라의 원당사의 다회에서 지금은 죽은 애인의 모습을 하고있는 아들 기쿠치에게 이상하게 마음이 끌리는 주인공인 중년여성의 오타(太田)부인은 온갖 세속적인 관심으로부터 벗어나서 유혹이나 저항 같은 것도 없이 같이 밤을 지샌다.
오타부인은 기쿠치의 아버지와 기쿠치를 구별조차 하지 않는다. 기쿠치도 순순히 다른 세상에 끌려버린다. 기쿠치에게는 부인이 인간이 아닌 여자로도 보인다. 즉, 인간 이전의 여자 또는 인간 후의 여자라고 느낀다. 오타 부인이 죽은 후 기쿠치는 시노의 요염한 표면을 볼 때마다 오타부인을 여자 중 가장 좋은 사람이라고 느낀다.

## 구성
『설국』이나 『山の音』와 같이 『센바즈루』 또한 처음부터 기승전결을 가지는 장편이 아닌 연작으로 써져서 마지막 장이 없이 각 장이 독립된 단편으로 이루어져 있어서 각 장이 종결되는 특징을 지니고 있다.
다음과 같은 단편으로 이루어져 있다.
1. 센바즈루(千羽鶴)
2. 숲의 석양(森の夕日)
3. 에시노(絵志野)
4. 어머니의 입술 연지(母の口紅)
5. 두 겹의 별(二重星)

## 시노야키
『센바즈루』에서 중요한 역할을 하는 시노야키는 오와리노쿠니・미노노쿠니에서 만들어진 도기로 무로마치 시대의 풍류인인 시노 무네노부가 미노의 도공에게 명해서 만들어진 것이 시초라고 말하기도 하고 이마이 소큐가 처음 만들었다고도 전해지며 분로쿠, 게이초 때가 정점이었다. 다기가 많고 유약을 두껍게 하고 유하(釉下)에 철로 간소한 무늬를 새긴 에시노(絵志野)를 시작으로 회색의 네즈미시로(鼠志野), 아카시로(赤志野), 베니시노(紅志野), 무지시노(無地志野)등이 있으며 각기 운치가 풍부하게 독창성을 띈다.